# Una hirundo non facit ver
 Una hirundo non facit ver  лат. (изговор: уна хирундо нон фацит вер). Једна ласта не чини прољеће.

## У српском језику
У српском језику се такође каже: Једна ласта не чини прољеће.

## Тумачење
Један догађај не гарантује и сва остала догађања. Један догађај може бити изузетак од правила.  По једном догађају се не пише правило.

## Постоји супротно значење
У латинским сентенцијама постоји израз који има сасвим супротно значење: Аb uno disce omnes, "по једном дознај све", којим  антички пјесник Вергилије у свом дјелу Енеида, по поступку препреденог и лукавог  Грка  Синона, који је наговорио Тројанце да у Троју уведу фаталног коња, закључио да су сви Грци лажљиви  и да им не треба вјеровати.